# Metrionella erratica
Metrionella erratica es una especie de insecto coleóptero de la familia Chrysomelidae. Fue descrita en 1855 por Boheman.
Se encuentra en América Central.